# Kyle Chandler

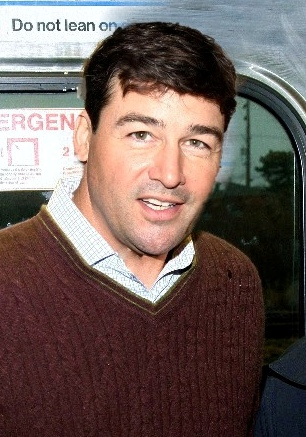
Kyle Chandler (2011)

Kyle Martin Chandler (* 17. September 1965 in Buffalo, New York) ist ein US-amerikanischer Schauspieler.

## Biografie
Chandler wuchs in einer Vorstadt von Chicago auf. Im Alter von elf Jahren zog er mit seiner Mutter und seinen drei Geschwistern nach  Loganville, Georgia. Sein Vater starb schon früh, als Chandler noch ein Kind war. Er graduierte an der University of Georgia in Athens in Theaterwissenschaften. Heute lebt er mit seiner Frau und seinen zwei Kindern in Austin/Texas. Seine Tochter Sydney Chandler (* 1996) wurde ebenfalls Schauspielerin.

## Karriere
Seine erste bedeutende Rolle spielte Chandler in der ABC-Show Homefront Anfang der 1990er. Vorher spielte er in kleineren Fernsehproduktionen meist Nebenrollen. Homefront war ein Drama, das in den 1940er-Jahren in der fiktionalen Stadt River Run, Ohio, spielte. 1994 spielte Chandler in der dritten Staffel von Fackeln im Sturm die Hauptrolle des Charles Main. In seiner nächsten Fernsehrolle verkörperte Chandler einen Mann, der die Fähigkeit besaß, zukünftige Ereignisse zu ändern, in der CBS-Serie Allein gegen die Zukunft. In dieser Serie mimt er den Börsenmakler Gary Hobson, der die morgige Zeitung jeden Morgen von einer geheimnisvollen Katze erhält. 1996 erhielt er den Saturn Award als bester Hauptdarsteller in einer Fernsehserie für seine Rolle als Gary.
Außerdem spielte Chandler neben Joan Cusack in der ABC-Comedy-Serie What about Joan und wich von seinem Sonnyboy-Image als Anwalt in The Lyon’s Den ab. Weitere Rollen spielte er in Serien wie Freddy’s Nightmares und Filmen wie King Kong In der zweiten Staffel von Grey’s Anatomy hat Chandler ebenfalls eine Gastrolle als Bombenentschärfer inne. Für seine Rolle neben Christina Ricci in den Folgen Code Black und Der letzte Tag (Originaltitel: It’s the end of the world (as we know it) Part 1 & 2), die in den USA direkt nach dem Super Bowl gesendet wurden und somit eine Zuschauerzahl von fast 40 Millionen erreichten, erhielt er nicht nur viel Aufmerksamkeit; vielmehr brachte ihm dieser Erfolg im Jahr 2006 auch eine Emmy-Nominierung ein.
Zwischen 2006 und 2011 spielte er die Hauptrolle in der von Kritikern hochgelobten Serie Friday Night Lights, für die er 2011 einen Emmy als bester Hauptdarsteller in einer Dramaserie gewann.
2011 erhielt Kyle Chandler eine Hauptrolle als Polizist in dem Science-Fiction-Film Super 8. Im Jahr 2013 spielte er in The Wolf of Wall Street an der Seite von Leonardo DiCaprio einen FBI-Agenten. Für seine Rolle des John Rayburn in der US-amerikanischen Fernsehserie Bloodline war Kyle Chandler sowohl 2015 als auch 2016 für einen Emmy nominiert.

## Filmografie (Auswahl)
- 1990: NAM – Dienst in Vietnam (Tour of Duty, Fernsehserie, 8 Folgen)
- 1992: Pure Country
- 1994: Fackeln im Sturm (Heaven & Hell: North & South, Book III)
- 1996: Nach eigenen Regeln (Mulholland Falls)
- 1996–2000: Allein gegen die Zukunft (Early Edition, Fernsehserie, 90 Folgen)
- 1999: Ein hoffnungsvoller Nachwuchskiller (Angel’s Dance)
- 2003: Liebe, Lüge, Leidenschaft (One Life to Live, Fernsehserie, 2 Folgen)
- 2003: Pancho Villa – Mexican Outlaw (And Starring Pancho Villa as Himself)
- 2005: King Kong
- 2006–2007: Grey’s Anatomy (Fernsehserie, 4 Folgen)
- 2006–2011: Friday Night Lights (Fernsehserie, 76 Folgen)
- 2007: Operation: Kingdom (The Kingdom)
- 2008: King of the Hill (Fernsehserie, eine Folge, Sprechrolle)
- 2008: Der Tag, an dem die Erde stillstand (The Day the Earth Stood Still)
- 2011: Super 8
- 2012: Argo
- 2012: Zero Dark Thirty
- 2013: The Spectacular Now – Perfekt ist jetzt (The Spectacular Now)
- 2013: Broken City
- 2013: The Wolf of Wall Street
- 2015: Carol
- 2015–2017: Bloodline (Fernsehserie, 33 Folgen)
- 2016: Manchester by the Sea
- 2017: Sidney Hall
- 2018: Game Night
- 2018: Aufbruch zum Mond (First Man)
- 2019: Godzilla II: King of the Monsters
- 2019: Catch-22 (Fernsehserie, 6 Folgen)
- 2020: The Midnight Sky
- 2021: Godzilla vs. Kong
- 2021: Mayor of Kingstown (Fernsehserie)
- 2022: Schlummerland (Slumberland)
- 2025: Back in Action

## Auszeichnungen
- 2011: Emmy Awards – bester Hauptdarsteller in einer Drama-Serie für Friday Night Lights
- 2011: Phoenix Film Critics Society Award (Bestes Ensemble) für Super 8
- 2012: Hollywood Film Festival Award (Bestes Ensemble) für Argo
- 2012: Palm Springs International Film Festival (Bestes Ensemble) für Argo
- 2012: Screen Actors Guild Award for Outstanding Performance (Bestes Ensemble) für Argo
- 2012: Nominierung für den Phoenix Film Critics Society Award (Bestes Ensemble) für Argo
- 2012: Nominierung für den San Diego Film Critics Society Award (Bestes Ensemble) für Argo
- 2012: Nominierung für den Washington D.C. Area Film Critics Association Award (Bestes Ensemble) für Zero Dark Thirty